# Rosa dei Banchi
Rosa dei Banchi (Frans en ambtelijk: Rose des Bancs) is een berg in de Grajische Alpen, op de grens van het Aostadal en Piëmont in het noordwesten van Italië. De berg heeft een hoogte van 3.164 m en ligt in het massief van de Gran Paradiso.
Op de hellingen, onder de steile noordwestelijke wand, liggen de overblijfselen van de Banchigletsjer, nu de laatst overgebleven sneeuwgletsjer in de Champorchervallei. Tijdens een excursie op de Rosa dei Banchi in augustus 1920 stierf de Italiaanse voetballer Guido Beltrami.

## Ligging
Gelegen op de waterscheiding tussen Aostadal en Piëmont, aan het begin van de Champorchervallei, de Campigliavallei en de Piampratovallei, biedt de Rosa dei Banchi zijn meest opvallende uitzicht vanaf het Misérinmeer.

## Beklimming
De normale route naar de top van de Rosa dei Banchi begint bij de berghut Dondénaz in de Champorchervallei. De route klimt de Vallone dei Banchi op, loopt langs de Banchigletsjer en klimt naar de Colle della Rosa (2957 m). De route loopt langs de westelijke bergkam over enkele rotspassages (die je kunt omzeilen richting de Piëmont-kant) en al snel wordt de top bereikt.
Een andere mogelijke beklimming begint vanaf Campiglia Soana (in het Soanadal) en gaat langs het heiligdom van San Besso (2.019 m) naar de Colle della Rosa.